# Alue Seutui
Alue Seutui is een bestuurslaag in het regentschap Bireuen van de provincie Atjeh, Indonesië. Alue Seutui telt 190 inwoners (volkstelling 2010).